# Jules Horowitz Reaktor
Der Jules Horowitz Reaktor (Réacteur Jules Horowitz oder RJH) ist ein mit Wasser gekühlter und moderierter Materialtestreaktor (MTR).
Er befindet sich im Bau in Cadarache im Süden von Frankreich, basierend auf den Empfehlungen des European Roadmap for Research Infrastructures Report, der 2006 vom European Strategy Forum on Research Infrastructures (ESFRI) veröffentlicht wurde. Der Reaktor, der nach dem französischen Nuklearwissenschaftler Jules Horowitz aus dem 20. Jahrhundert benannt ist, soll laut Status Report 2023 erst 2032 in Betrieb gehen.

## Projekthintergrund und Finanzierung
Der Bau des Jules-Horowitz-Reaktors wurde von ESFRI als Ersatz für die bestehenden Materialprüfreaktoren der Europäischen Kommission empfohlen, die alle in den 1960er Jahren gebaut wurden und voraussichtlich bis 2020 das Ende ihrer Nutzungsdauer erreichen werden. Der direkte französische Vorgänger war der Osiris Reaktor der CEA in Saclay bei Paris. Dieser musste trotz erheblicher Nachrüstungen schließlich aus Sicherheits- und Altersgründen bereits im Dezember 2015 abgeschaltet werden. Der Reaktor Jules Horowitz wird im Rahmen eines internationalen Konsortiums von Forschungsinstituten gebaut, darunter das Französische CEA und die Tschechische Republik NRI, Spaniens Centro de Investigaciones Energéticas, Medioambientales y Tecnológicas (CIEMAT), das Finnische VTT (Technical Research Centre of Finland), das Belgische Studienzentrum für Kernenergie (SCK•CEN), die staatlichen britischen National Nuclear Laboratories (NNL) und die Europäische Kommission, zusammen mit privaten Unternehmen wie Electricité de France (EDF), Vattenfall und Areva. Das Konsortium hat zwei außereuropäisch assoziierte Partner; Indiens Department of Atomic Energy (DAE) und Japans Atomic Energy Agency (JAEA). Der Bau des Reaktors wurde von CEA (das 50 % der Projektfinanzierung bereitstellte), EDF (20 %), verschiedenen EU-Forschungsinstituten (20 %) und Areva (10 %) finanziert. Im Rahmen des IAEO-Labels ICERR (International Centre based on Research Reactors) wird der JHR auch Institutionen aus IAEA-Mitgliedstaaten für Bildung und gemeinsame Forschungs- und Entwicklungsprojekte (F&E) zur Verfügung stehen.

## Technik
Der Jules-Horowitz-Reaktor ist ein Materialprüfreaktor mit einer Leistung von etwa 100 Megawatt. Er hat eine geplante Lebensdauer von rund 50 Jahren und ist so konzipiert, dass er für eine Vielzahl von Forschungszwecken durch Nuklearversorger, Lieferanten von Kerndampfsystemen, Hersteller von Kernbrennstoffen, Forschungsorganisationen und Sicherheitsbehörden anpassbar ist. Das vielseitige modulare Design des Reaktors ermöglicht die Aufnahme von bis zu 20 gleichzeitigen Experimenten. Seine Instrumentierung ermöglicht die Durchführung von zuvor nicht verfügbaren Echtzeitanalysen. Seine Hauptanwendungen werden die Erforschung der Leistung von Kernbrennstoff in bestehenden Reaktoren, das Testen von in Reaktoren verwendeten Materialien, das Testen von Brennstoffentwürfen für zukünftige Reaktoren und die Produktion von Radioisotopen für den Einsatz in der Medizin sein.
Der Kühlmittelfluss des Reaktors steigt in der Größenordnung von fast 2,36 m3/s, mit maximalem Druck in der Größenordnung von 1,0–1,5 MPa, abhängig von der erforderlichen Strömung und dem Kerndruckverlust.

## Aufbau
Die Standortvorbereitung für das Projekt begann im März 2007 im Kernforschungskomplex Cadarache. Der erste Beton für die Fundamente des Reaktors wurde im August 2009 gegossen und die zentrale Eindämmungsstruktur wurde im Dezember 2013 mit dem Hinzufügen einer 105-Tonnen-Kuppel fertiggestellt. Ein leitender Vizepräsident von General Atomics behauptete während einer Lagebeschreibung im Jahr 2015 vor Mitgliedern des Wissenschaftsausschusses des US-Repräsentantenhauses, dass der Betrieb von JHR bereits im Jahr 2014 begonnen habe, um die Wichtigkeit eines solchen Projektes auch für die US-Atom-Wirtschaft herauszustellen.
Im Dezember 2020 lieferte Constructions industrielles de la Méditerranée den Reaktorblock des JHR.

## Kosten und Zeitplan
Am 19. März 2007 wurde der Grundstein für den Jules Horowitz Reactor (JHR) gelegt. Der Reaktor der dritten Generation (EPR, Europäischer Druckwasser Reaktor) wird zusammen mit acht anderen europäischen Staaten gebaut. Er sollte ursprünglich 2014 den Betrieb aufnehmen. Der Bau verzögerte sich jedoch, so dass 2018 eine Fertigstellung im Jahre 2025 erwartet wird. Der Reaktor soll 100 MW leisten und ist für Materialtests vorgesehen. Die Kosten für das Projekt wurden zu Beginn auf 500 Millionen Euro geschätzt. Als hauptsächliche Geldgeber waren vorgesehen:
- Commissariat à l’énergie atomique et aux énergies alternatives (50 %),
- Électricité de France (20 %),
- EU-Forschungseinrichtungen (20 %),
- Areva (10 %).

In dem zuletzt von der Europäischen Kommission CORDIS veröffentlichten Jules Horowitz Operation Plan 2040 rechnet man 2022 mit endgültigen Kosten von rund 1,6 Milliarden Euro, von denen rund 1,1 Milliarden von der EU beigestellt werden. Der erste vorgesehene Zeitpunkt der Inbetriebnahme war das Jahr 2026. Dieser Termin wird in dem im April 2024 erschienenen Reaktor Status Report 2023 aber wegen technischer Probleme beim Bau verworfen. In diesem Report wird nun als neuer Termin für die erste Inbetriebnahme das Jahr 2032 angegeben.